# کفشک نیک
کفشک نیک (نام علمی: Paralichthys adspersus) نام یک گونه از تیره کفشک‌ماهیان دندان‌بزرگ است.